# Saint-Laurent (Lot i Garonna)
Saint-Laurent – miejscowość i gmina we Francji, w regionie Nowa Akwitania, w departamencie Lot i Garonna.
Według danych na rok 1990 gminę zamieszkiwało 501 osób, a gęstość zaludnienia wynosiła 114 osób/km² (wśród 2290 gmin Akwitanii Saint-Laurent plasuje się na 714. miejscu pod względem liczby ludności, natomiast pod względem powierzchni na miejscu 1462.).